# Diégesis
El término diégesis, que deriva del vocablo griego διήγησις (relato, exposición, explicación, narración), es un estilo narrativo en la ficción que presenta una perspectiva interior de un mundo en el que el narrador presenta las acciones (y a veces los pensamientos) de los personajes a los lectores o audiencia. El Diccionario de la lengua española de la Real Academia de la Lengua lo define como «En una obra literaria o cinematográfica, desarrollo narrativo de los hechos».
El término se originó en La República de Platón, en la que se le contrasta con el concepto de mímesis. En su sentido original, el término denotaba «narrativa» en el sentido genérico más amplio de discurso que comunica información en clave de un marco temporal (acontecimientos «pasados, presentes o futuros»).
En el siglo XX, el término reapareció con el desarrollo de la narratología moderna, con un significado distinto y simplificado del original platónico, en particular para referirse exclusivamente a la narrativa en tercera persona: la narración de una historia por parte de un narrador que resume los acontecimientos de la trama y comenta las conversaciones, pensamientos, etc., de los personajes, en contraposición a simplemente mostrarlos (mímesis).
Además, algunos teóricos modernos han convertido a la diégesis en una categoría narratológica que denota al universo de la historia imaginado (el ámbito o mundo en el que se desarrollan los acontecimientos narrados y otros elementos), en oposición con los constituyentes discursivos o textuales de una narración. Así, Gerald Prince, en A Dictionary of Narratology— la define como:
- el mundo (ficticio) en el que ocurren las situaciones y acontecimientos narrados;
- contar, rememorar, a diferencia de mostrar.

De este modo, el narrador es quien cuenta la historia. El encargado de presentar a la audiencia o lectores implicados las acciones y pensamientos de los personajes. Los ejes de acción de la diégesis son tres: espacio, tiempo y personajes.[cita requerida]

## Diégesis en contraste con mímesis
En los tiempos de Platón y Aristóteles, el concepto de diégesis se opuso a mímesis. La principal diferencia es que la primera, a través de la figura de un narrador, desarrolla un mundo ficticio verosímil cuyas convenciones pueden diferir de las del mundo real, o incluso contradecirlas. En la segunda, las convenciones del texto pretenden apegarse a convenciones sociales de diversa índole. Dicho de otro modo, un texto «mimético» busca reproducir hechos naturales o sociales documentados, mientras que uno «diegético» busca crear y obedecer sus propias reglas.[cita requerida]"La diégesis establece las reglas del juego dramático o  mimesis".

### Sonido y música
En las películas suele denominarse sonido diegético a todo aquello que forme parte de la historia narrada, no de la narración en sí. De este modo, si uno de los personajes está tocando algún instrumento musical o reproduce un disco compacto, el sonido resultante es diegético. Por el contrario, si la música de fondo no la escuchan los personajes, se denomina extradiegética o no diegética.[cita requerida]

### En el cine
En teoría cinematográfica, el término diégesis generalmente se refiere al mundo espacio-temporal representado en la película. De acuerdo con el Diccionario Oxford de medios y comunicación, todo lo que está dentro de tal mundo (como un diálogo o un plano de una señal de tráfico utilizada para establecer una ubicación) se llama diegético, mientras que todo lo que está fuera de ese mundo (por ejemplo, una voz en off o un subtíulo superpuesto) se llama extradiegético. Esta distinción está especialmente asociada al sonido diegético: por ejemplo, cuando se muestra que un tocadiscos es la fuente de la música que aparece en pantalla. Una audiencia o público diegético sería un público o audiencia dentro del mundo representado.
En el cine, se puede hablar pues de efectos, música y diálogos diegéticos y extradiegéticos. Corresponde a lo señalado más arriba:
- efecto diegético y efecto extradiegético;
- música diegética y música extradiegética;
- diálogos diegéticos y diálogos extradiegéticos.

Los temas compuestos como arreglo de una película (generalmente llamados «banda sonora») son extradiegéticos o no diegéticos.